# Lajatico
Lajatico är en ort och kommun i provinsen Pisa i regionen Toscana i Italien. Kommunen hade 1 311 invånare (2018).